# Línea 2 del Metro de Belo Horizonte
La Línea 2: Barreiro ↔ Nova Suiça es una de las líneas del Metro de Belo Horizonte. En su primera etapa tendrá 10,5 kilómetros y 7 estaciones.
Se está estudiando una segunda fase, que añadiría otros 8,5 kilómetros de vía subterránea a la línea que la llevaría hasta la zona de Hipercentro y Hospitales, pero aún no hay un plazo fijado para su ejecución.

## Proyecto
Fue diseñada en la década de 1980 para suprimir las necesidades de transporte público de la región de Barreiro en Belo Horizonte. Inicialmente, su trazado sería el Barreiro - Calafate y debería integrarse con la Línea 1 del Metro de Belo Horizonte. No obstante, las obras del tramo nunca fueron concluidas, siendo abandonadas.
Los proyectos para la implantación de la línea 2 fueron reformulados con el tiempo, y el ramal pasó a tener el trazado Barreiro - Mangabeiras, siendo tramo de superficie entre Barreiro - Nueva Suiça y subterráneo entre Barroca/Gutiérrez - Mangabeiras. El Nuevo trazado uniría Barreiro al Barro Preto, al Centro y a Santa Tereza. Una vez más, la implantación de la línea nunca fue concluida. Recientemente, la Prefectura de Belo Horizonte descartó la idea de concluir las obras del Metro de Belo Horizonte hasta la Copa de 2014, teniendo como alternativa los corredores del Bus Rapid Transit en las principales vías urbanas de la ciudad.
La esperanza de reanudar las obras permaneció vacía hasta 2019, cuando el Gobierno Federal decidió incluir a la Companhia Brasileira de Trens Urbanos en el Programa Nacional de Privatización, que preveía, además de la concesión del metro de Belo Horizonte, para la iniciativa. , sector privado, una contribución de recursos del orden de R$ 3,7 mil millones para la reanudación de las obras de la Línea 2 y también la modernización y recalificación de la Línea 1.

## Estaciones
| Sigla | Estación          | Comentarios                                                        |
| ----- | ----------------- | ------------------------------------------------------------------ |
| UBR   | Barreiro          | En construcción. futura combinación con terminal de autobús urbano |
| UFR   | Ferrugem          | En construcción                                                    |
| UVA   | Vista Alegre      | En construcción                                                    |
| UNC   | Nova Cintra       | En construcción                                                    |
| USF   | Salgado Filho     | En construcción                                                    |
| UAM   | Amazonas          | En construcción                                                    |
| UNS   | Nova Suíça        | En construcción, futura combinación con la Línea 1                 |
| -     | Barroca           | En proyecto                                                        |
| -     | Pio XII           | En proyecto                                                        |
| -     | Raul Soares       | En proyecto                                                        |
| -     | Praça 7           | En proyecto, futura combinación con la Línea 3                     |
| -     | Palácio das Artes | En proyecto                                                        |
| -     | Hospitais         | En proyecto                                                        |